# Реметалк II
Реметалк II (д/н — 38) — володар Одрисько-сапейського царства в 19—38 роках.

## Життєпис
Син Котіса VIII, царя одрисько-сапейського, і Антонії Тріфени. 19 року загинув батько внаслідок інтриг родича Рескупоріда III. Реметалк разом з матір'ю, братами і сестрами втік до Кізіку. Згодом римський сенат засудив Рескупоріда III до вигнання в Єгипет, де той помер. Владу в більшій частині Фракії було передано Реметалку II і його брату Котісу IX, які виховувалися у Римі.
Втім влада належала їхній матері, яка більше опікувалася Понтом і Колхідою, що отримала від матері. Регентство тривало до 26 року. Тому у Фракії керівництво здійснював претор Тит Требеллен Руф. Утиски останнього призвели у 21 році до повстання серед фракійців (Реметалку II довелося витримати облогу в Філіппополі), яке було придушено римлянами. У 26 році спалахнуло більш потужне повстання фракійців. Під час його придушення одриси практично повністю знищені.
Згодом Реметалк II не змінював політику, переважно виконуючи волю намісників Риму. Помер у 38 році. Спираючись на фрагментований напис на честь його матері, припускають, що царя було вбито внаслідок змови, але про очільнкиів і причини змови нічого невідомо. Після цього його брата було переведено царем до Малої Вірменії, а владу у Фракії передано Реметалку III.